# Pong (računalna igra)
Pong je naziv za računalnu igru koju je razvila tvrtka Atari 1972. Ova igra je pokrenula razvoj industrije računalskih igara. Ovu igru je razvio Nolan Bushnell.